# Mohamed Mezghrani
Mohamed Mezghrani (Oran, 2 juni 1994) is een Belgisch-Algerijns voetballer die als verdediger voor Budapest Honvéd FC speelt.

## Carrière
Mohamed Mezghrani speelde van 2013 tot 2015 bij KV Turnhout in de Derde Klasse, en in het seizoen 2015/16 bij KFC Duffel in de Vierde Klasse. In de zomer van 2016 tekende hij bij RKC Waalwijk, waar hij op 19 augustus 2016 zijn debuut in de Eerste divisie maakte in een met 1-2 verloren thuiswedstrijd tegen FC Eindhoven. Medio 2018 ging hij naar het Algerijnse USM Alger, waar hij slechts twee wedstrijden speelde. Zodoende vertrok hij na een half jaar naar het Hongaarse Budapest Honvéd FC.

### Statistieken
| Seizoen        | Club               | Land           | Competitie     | Competitie | Competitie | Beker | Beker | Internationaal | Internationaal | Overig | Overig | Totaal | Totaal |
| Seizoen        | Club               | Land           | Competitie     | Wed.       | Dlp.       | Wed.  | Dlp.  | Wed.           | Dlp.           | Wed.   | Dlp.   | Wed.   | Dlp.   |
| -------------- | ------------------ | -------------- | -------------- | ---------- | ---------- | ----- | ----- | -------------- | -------------- | ------ | ------ | ------ | ------ |
| 2016/17        | RKC Waalwijk       | Nederland      | Eerste divisie | 27         | 0          | 2     | 0     | -              | -              | 2      | 0      | 31     | 0      |
| 2017/18        | RKC Waalwijk       | Nederland      | Eerste divisie | 20         | 1          | 1     | 0     | -              | -              | –      | –      | 21     | 1      |
| 2018/19        | USM Alger          | Algerije       | Ligue Prof. 1  | 2          | 0          | 0     | 0     | -              | -              | –      | –      | 2      | 0      |
| 2018/19        | Budapest Honvéd FC | Hongarije      | NB I           | 11         | 0          | 4     | 0     | -              | -              | –      | –      | 15     | 0      |
| 2019/20        | Budapest Honvéd FC | Hongarije      | NB I           | 11         | 0          | 5     | 0     | -              | -              | -      | -      | 16     | 0      |
| 2020/21        | Budapest Honvéd FC | Hongarije      | NB I           | 25         | 1          | 3     | 0     | 2              | 0              | -      | -      | 30     | 1      |
| Carrièretotaal | Carrièretotaal     | Carrièretotaal | Carrièretotaal | 96         | 2          | 15    | 0     | 2              | 0              | 2      | 0      | 115    | 2      |